# Ernst Nevanlinna
Ernst Fredrik Nevanlinna, ursprungligen Neovius, född 10 maj 1873 i Pielisjärvi, död 7 september 1932 i Helsingfors, var en finländsk nationalekonom och politiker.

## Biografi
Nevanlinna var efter studier i Berlin och Leipzig docent i historia vid Helsingfors universitet 1900–03, lärare vid Helsingfors handelshögskola 1913–19 och professor i finanslära vid Helsingfors universitet sedan 1924.
Han tillhörde som politiker det gammalfinska partiet, men var de sista åren partilös. Han var kamrerare i senatens finansexpedition 1902–05, senator och chef för finansexpeditionen 1905, lantdags- och riksdagsledamot 1907–13 och 1916–20.
Nevanlinna var även redaktör för Uusi Suometar 1906–13 och Uusi Suomi 1919–22. I denna ställning och som lantdagsman utövade han inom sitt parti ett inte obetydligt inflytande. Han utgav även ett digert arbete om ordnandet av Finlands finanser efter Borgå lantdag 1809.
Han är begravd på Sandudds begravningsplats i Helsingfors.